# Adam Tellmeister
Adam Tellmeister (* 17. März 1961 in Sumiswald, eigentlich Adam Meister) ist ein Schweizer Künstler.

## Leben
Aufgewachsen in Wyssachen, lebt und arbeitet Tellmeister seit Ende 1989 in Berlin. 1986 verweigerte er den Militärdienst in der Schweizer Armee. Er wanderte aus und beantragte im Rahmen einer Kunstaktion als erster Schweizer in Deutschland Asyl. Nachdem der Antrag des «Flüchtlings aus dem Musterland der Demokratie», wie der Spiegel schrieb, abgelehnt worden war, lebte Tellmeister bis 2008 illegal. In diesem Jahr erhielt er mit Unterstützung des Auswärtigen Amts einen Schweizer Pass, der auf sein Künstlerpseudonym, Adam Tellmeister, ausgestellt ist.

## Werk
Tellmeister ist Autodidakt. Der Maler und Performance-Künstler setzt sich in seinem Werk kritisch mit Fragen der Identität auseinander. Seine Arbeiten sind thematisch vor allem durch sein ambivalentes Verhältnis zur Schweiz bestimmt.

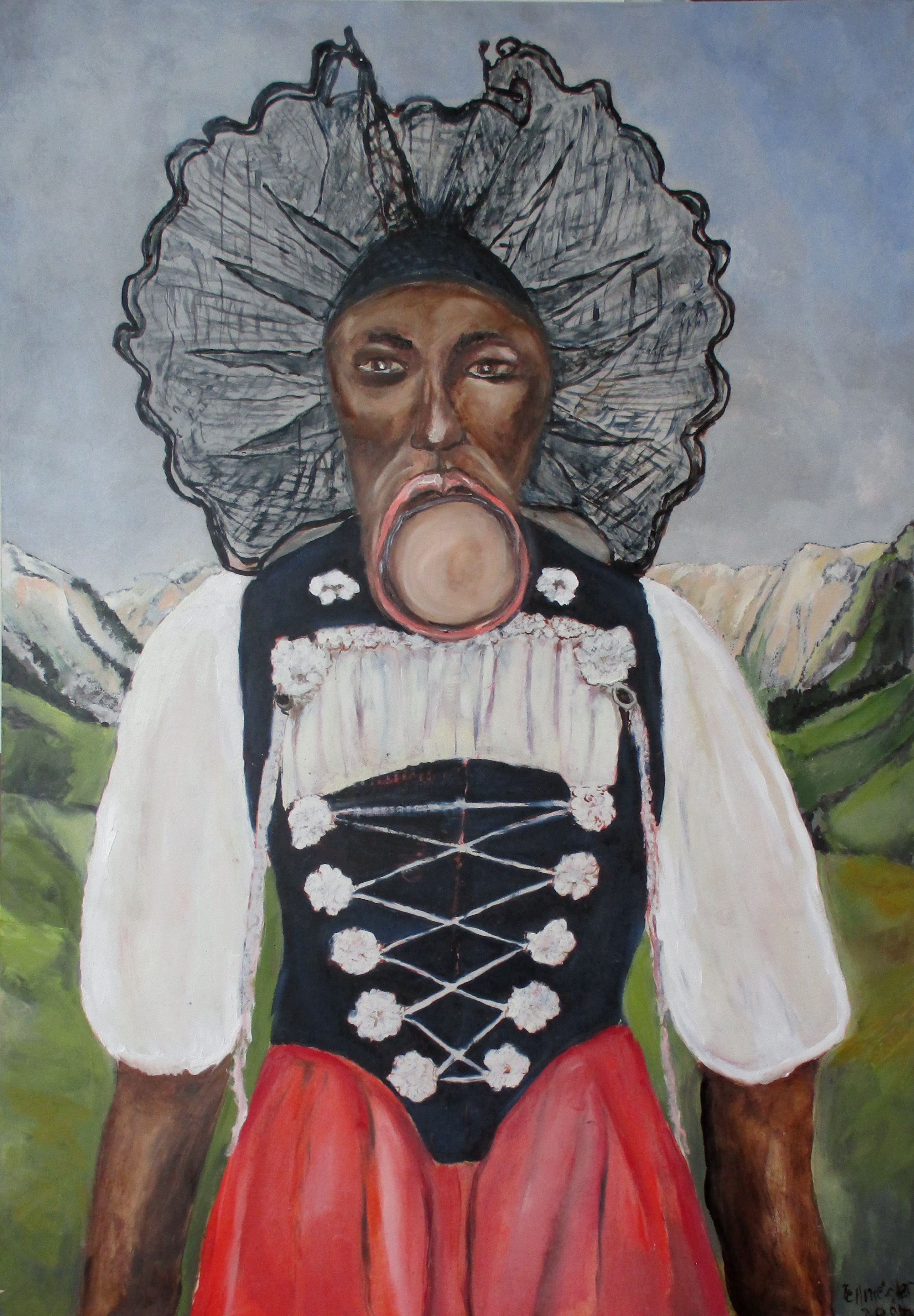
Schwarze Helvetia, Adam Tellmeister, 2004 (Öl auf Leinwand)

Zentral sind seine grossformatigen, von der Freskomalerei inspirierten Holografie-Gemälde, die mit einer speziellen lichtreflektierenden Farbe gemalt sind. Über eine LED-Struktur im Bildrahmen und für den Betrachter unsichtbar schafft Tellmeister dreidimensionale Bildräume mit einer zuvor unbekannten Tiefenschärfe. Diese Räumlichkeit geht in der Replikation durch Fotografien verloren.

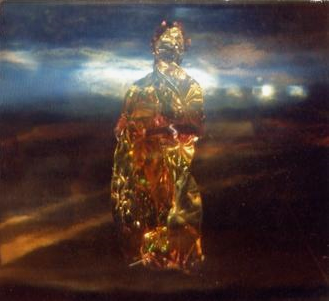
Holographisches Gemälde, Adam Tellmeister, 1999 (LED mit Reflexionsfarben)

In der Auseinandersetzung mit der Schweiz arbeitet er sich am Schweizer Nationalmythos Wilhelm Tell ab, worauf auch sein Künstlerpseudonym zurückgeht. Die Arbeit mit dem Thema Identität setzt Tellmeister grundsätzlicher in seinen Inszenierungen fort: Seine Asylanträge in Deutschland, den Niederlanden und schliesslich in der Deutschen Demokratischen Republik nach dem Mauerfall gehen den Fragen nach, wer Anrecht auf Staatsbürgerschaft und Zugehörigkeit hat.
Mittlerweile stellt er seine Werke systematisch unter verschiedenen Namen aus. Er kreiert fiktive, internationale Künstlerpersönlichkeiten, die nationale Steoreotype einerseits verkörpern und gleichzeitig durchbrechen. Dabei setzt er Schauspieler ein, die die Rolle des Künstlers übernehmen, ohne dass dies öffentlich bekannt wird. Diese transkulturellen Ausstellungen verorten sich auch im postkolonialen Theoriekontext und zielen darauf, geographisch-kulturelle Grenzen zu überwinden. Dabei spielt auch mit der Bedeutung, die die Person des Künstlers für das Werk selbst entwickelt. Der Öffentlichkeit bleibt verborgen, welche Ausstellungen Tellmeister zuzuordnen sind.

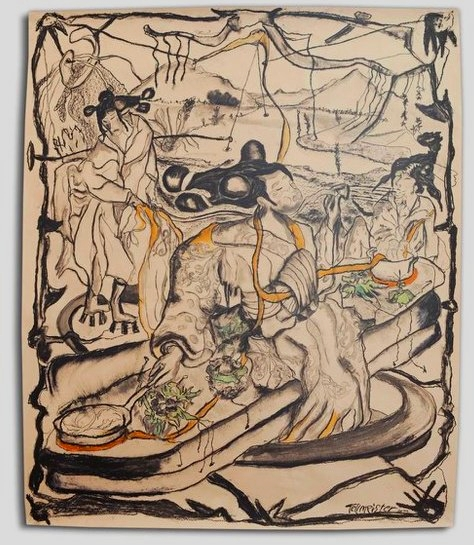
Sofakokku, Adam Tellmeister, 2003 (Öl auf Büttenpapier)

## Ausstellungen und Kunstaktionen (Auswahl)
- 1986–1989: Performance Asylsuche: 1986: Asylantrag im Essener Rathaus. 1988: Asylantrag in den Niederlanden. 1989: Asylantrag in der DDR
- 1990: Berliner Volksbühne. Begleitausstellung zu Frank Castorfs Inszenierung «Die Räuber»
- 1990: Währungsaktion «Kapitalismus ist Gewinn bringend»
- 1991: Kunst auf eigene Gefahr (Galerie Weißer Elefant Berlin)
- 1993: Knochengeld (Pseudonym G. P. Adam) (Galerie O.2 Berlin)
- 1992: Spekulieren Sie mit Kunst (Galerie Basic Berlin)
- 1995: Lokale Wasserwährung (ehemaliges DDR-Flohkino Berlin)
- 2009: Stille Eröffnung und politische Finissage (Galerie Wernicke und Hasshoff Berlin)
- 2012: Mit krimineller Energie (Spinnerei Halle 14 Leipzig)

## Medienberichte (Auswahl)
- Sieglinde Geisel: Tellmeisters Heimkehr. In: Neue Zürcher Zeitung, 31. Juli 2008
- Christian Dorn: Trotz Schweizer Pass noch im Exil. In: Berliner Zeitung, 31. Juli 2009
- Ein Schweizer namens Tellmeister (Memento vom 13. August 2008 im Internet Archive). In: taz, 1. August 2008
- Anne Haeming: Kunst-Star Tellmeister. Passgenaue Provokationen. In: Spiegel Online, 18. August 2008
- Christoph Reichmuth: Warum für diesen Künstler Heimatliebe und Kritik an der Schweiz kein Widerspruch ist. In: Aargauer Zeitung, 31. Juli 2017